# Conflans-sur-Anille
Conflans-sur-Anille – miejscowość i gmina we Francji, w regionie Kraj Loary, w departamencie Sarthe.
Według danych na rok 2010 gminę zamieszkiwały 574 osoby, a gęstość zaludnienia wynosiła 18 osób/km².